# District de Rheinfelden
Le district de Rheinfelden est un district du canton d'Argovie en Suisse qui compose avec celui du Laufenbourg, la région du Fricktal.
Le district compte 14 communes pour une superficie de 112,09 km2 et une population de 48 752 habitants (en 2022).

## Communes
| Nom          | N° OFS | Population (décembre 2022) |
| ------------ | ------ | -------------------------- |
| Hellikon     | 4251   | +000817,                   |
| Kaiseraugst  | 4252   | +005 490,                  |
| Magden       | 4253   | +003 894,                  |
| Möhlin       | 4254   | +011 231,                  |
| Mumpf        | 4255   | +001 541,                  |
| Obermumpf    | 4256   | +001 076,                  |
| Olsberg      | 4257   | +000361,                   |
| Rheinfelden  | 4258   | +013 624,                  |
| Schupfart    | 4259   | +000859,                   |
| Stein        | 4260   | +003 405,                  |
| Wallbach     | 4261   | +002 061,                  |
| Wegenstetten | 4262   | +001 007,                  |
| Zeiningen    | 4263   | +002 494,                  |
| Zuzgen       | 4264   | +000892,                   |
| Total        | Total  | +048 752,                  |